# Мельпомена (корвет, 1806)
«Мельпомена» — парусный корвет Балтийского флота Российской империи. Участник англо-русской и Отечественной войн.

## Описание судна
Один из трёх парусных корветов типа «Флора». Длина судна по сведениям из различных источников составляла от 32,5 до 32,51 метра, ширина от 8,77 до 8,8 метра, а осадка — 4,2 метра. Вооружение судна состояло из двадцати двух 18-фунтовых карронад.

## История службы
Корвет «Мельпомена» был заложен в Главном адмиралтействе Санкт-Петербурга в 1805 году и после спуска на воду 19 июля 1806 года вошел в состав Балтийского флота России. Строительство вёл корабельный мастер Г. С. Исаков.
В июне — июле 1807 года совершил плавание в Пиллау, доставив туда 1 миллион серебряных талеров в 200 бочонках для нужд русской армии.
Принимал участие в боевых действиях против английского и шведского флотов в Балтийском море в 1808 и 1809 годах во время англо-русской войны. 25 мая 1808 года вышел из Кронштадта в крейсерское плавание к острову Гогланд во главе отряда, после чего вернулся обратно в Кронштадт. 14 июля присоединился к эскадре адмирала П. И. Ханыкова, в составе которой вышел к Гангуту.  До 13 августа эскадра находилась в крейсерстве у Гангута и Юнгферзунда, но, после встречи с превосходящим по численности англо-шведским флотом, взяла курс к берегам России и 14 августа вошла в Балтийский порт. После ухода флота противника 20 сентября эскадра вышла из Балтийского порта и 30 сентября прибыла в Кронштадт. В 1809 году корвет выходил в крейсерские плавания в Финский залив и осуществлял конвоирование транспортных судов, а в 1810 и 1811 годах совершал практические плавания в Финском заливе.
Принимал участие в Отечественной войне 1812 года и войне с Францией 1813—1814 годов. В мае и июне 1812 года выходил в крейсерство в Финский залив. В конце октября 1812 года вошёл в состав эскадры контр-адмирала М. П. Коробки и вместе с ней вышел из Кронштадта в Англию для совместных действий с английским флотом против французского. 29 ноября эскадра прибыла в Ширнесс. До мая следующего года корвет находился в Англии и периодически выходил в крейсерские плавания в составе отрядов, а затем вместе с эскадрой вернулся в Кронштадт. С 1814 по 1816 год выходил в практические плавания в Финский залив.
В 1823 году корвет «Мельпомена» был разобран в Кронштадте.

## Командиры корвета
Командирами корвета «Мельпомена» в разное время служили:
- И. С. Тулубьев (1807—1808 годы).
- Ф. Ф. Беллинсгаузен (1809 год).
- Н. Н. Мордвинов (1810 год).
- А. В. Мутовкин (по июнь 1811 год).
- Д. Я. Нестеров (с июня 1811 год).
- П. И. Василевский (1812—1814 год).
- Д. А. Богданов (1815 год).
- М. И. Ефимьев (1816 год).